# Puerto Bolívar
Pour les articles homonymes, voir Bolívar.
Puerto Bolívar est un port maritime équatorien, situé dans le canton de Machala dans la province de El Oro. C'est l'un des principaux lieux d'embarquement des bananes équatoriennes à destination de l'Europe et il traite près de 80 % de la production du pays.
Le port doit son nom à Simón Bolívar (1783-1830), héros vénézuélien des guerres d'indépendance des pays d'Amérique latine, et à l'origine de l'émancipation de l'Équateur. Durant la guerre péruano-équatorienne de 1941, Puerto Bolivar fut conquis le 27 juillet par une unité parachutiste péruvienne.